# Sorex orizabae
Sorex orizabae — вид роду мідиць (Sorex) родини мідицевих.

## Поширення
Поширений в Мексиці. Може бути знайдений тільки на великих висотах, в гірських долинах, що межують з сосновими лісами і вище лінії дерев на осипах. Також був знайдений на кавових плантаціях. 

## Загрози та охорона
Немає серйозних загроз для цього виду. Невідомо, чи живе в охоронних територіях.